# Collonge-la-Madeleine
Collonge-la-Madeleine – miejscowość i gmina we Francji, w regionie Burgundia-Franche-Comté, w departamencie Saona i Loara.
Według danych na rok 1990 gminę zamieszkiwało 69 osób, a gęstość zaludnienia wynosiła 13 osób/km² (wśród 2044 gmin Burgundii Collonge-la-Madeleine plasuje się na 841. miejscu pod względem liczby ludności, natomiast pod względem powierzchni na miejscu 1219.).